# Episodi di Mr. Novak (prima stagione)
La prima stagione della serie televisiva Mr. Novak è andata in onda negli Stati Uniti dal 24 settembre 1963 al 14 aprile 1964 sulla NBC.
| nº | Titolo originale                       | Prima TV USA      |
| -- | -------------------------------------- | ----------------- |
| 1  | First Year, First Day                  | 24 settembre 1963 |
| 2  | To Lodge and Dislodge                  | 1º ottobre 1963   |
| 3  | I Don't Even Live Here                 | 8 ottobre 1963    |
| 4  | X Is the Unknown Factor                | 15 ottobre 1963   |
| 5  | A Single Isolated Incident             | 22 ottobre 1963   |
| 6  | The Risk                               | 29 ottobre 1963   |
| 7  | Hello, Miss Phipps                     | 5 novembre 1963   |
| 8  | To Break a Camel's Back                | 12 novembre 1963  |
| 9  | A Feeling for Friday                   | 19 novembre 1963  |
| 10 | Pay the Two Dollars                    | 26 novembre 1963  |
| 11 | Love in the Wrong Season               | 3 dicembre 1963   |
| 12 | The Boy Without a Country              | 10 dicembre 1963  |
| 13 | A Thousand Voices                      | 17 dicembre 1963  |
| 14 | My Name Is Not Legion                  | 24 dicembre 1963  |
| 15 | He Who Can, Does                       | 31 dicembre 1963  |
| 16 | The Song of Songs                      | 7 gennaio 1964    |
| 17 | The Exile                              | 14 gennaio 1964   |
| 18 | Sparrow on the Wire                    | 21 gennaio 1964   |
| 19 | The Private Life of Douglas Morgan Jr. | 28 gennaio 1964   |
| 20 | Death of a Teacher                     | 4 febbraio 1964   |
| 21 | I'm on the Outside                     | 11 febbraio 1964  |
| 22 | Chin Up, Mr. Novak                     | 18 febbraio 1964  |
| 23 | Fear Is a Handful of Dust              | 25 febbraio 1964  |
| 24 | How Does Your Garden Grow?             | 3 marzo 1964      |
| 25 | The Tower                              | 10 marzo 1964     |
| 26 | One Way to Say Goodbye                 | 17 marzo 1964     |
| 27 | Day in the Year                        | 24 marzo 1964     |
| 28 | Moment Without Armor                   | 31 marzo 1964     |
| 29 | Fare Thee Well                         | 7 aprile 1964     |
| 30 | Senior Prom                            | 14 aprile 1964    |

## First Year, First Day
- Prima televisiva: 24 settembre 1963
- Diretto da: Boris Sagal
- Scritto da: Joseph Stefano

### Trama
- Guest star: Edward Asner (Harmon Stern), Lee Kinsolving (Paul Christopher), Don 'Red' Barry (Anthony Gallo)

## To Lodge and Dislodge
- Prima televisiva: 1º ottobre 1963
- Diretto da: Boris Sagal
- Scritto da: E. Jack Neuman

### Trama
- Guest star: Jimmy Baird (Billy Gee), Tony Dow (George), David Kent (Joe Flavio), Kim Darby (Julie Dean)

## I Don't Even Live Here
- Prima televisiva: 8 ottobre 1963
- Diretto da: Abner Biberman
- Scritto da: Milt Rosen

### Trama
- Guest star: Pamela Baird (Gloria), Rickie Sorensen (Carl), Diane Ladd (Mrs. Otis), Trudi Ames (Jane), Shelley Fabares (Dani Cooper), Charles Seel (Morgan), Roy Glenn (Pickett), Glenn Perry (Phil), Herschel Bernardi (Otis)

## X Is the Unknown Factor
- Prima televisiva: 15 ottobre 1963
- Diretto da: Richard Donner
- Scritto da: Milton S. Gelman, Preston Wood

### Trama
- Guest star: Toby Reed (ragazzo), Ross Elliott (Roy Daniels), Brooke Bundy (Patrice Morgan), Ruth Packard (Counseling Clerk), Barry Brooks (Custodian), Nancy Gould (ragazza), Wendy Winkelman (Anne Tousley), David Macklin (Mike Daniels)

## A Single Isolated Incident
- Prima televisiva: 22 ottobre 1963
- Diretto da: Abner Biberman
- Scritto da: E. Jack Neuman

### Trama
- Guest star: Charles Lampkin (Robert Desmond), Keg Johnson (Jimmy Sergeant), Joe Mantell (Jack Parkson), Tige Andrews (tenente Charles Green), James Houghton (Steve), Dennis Oliveri (Bill), David Saber (Toby), Frances Karath (Thelma), Gloria Calomee (Marcy Desmond)

## The Risk
- Prima televisiva: 29 ottobre 1963
- Diretto da: Michael O'Herlihy
- Scritto da: E. Jack Neuman
- Soggetto di: Theodore Apstein

### Trama
- Guest star: Alexander Scourby, Sherry Jackson (Cathy), Lurene Tuttle (Mrs. Grange), Steve Franken (Jerry Allen), Jeanne Bal (Jean Pagano), Vince Howard (Butler)

## Hello, Miss Phipps
- Prima televisiva: 5 novembre 1963
- Diretto da: Don Medford
- Scritto da: John T. Dugan

### Trama
- Guest star: Patricia McNulty (Rita Donzie), Claudia Bryar (Mrs. Harrison), David White (Ralph Morrison), Arch Johnson (Robert Ellerton), Steve Gravers (Coach Gallo), Allan Hunt (Dick Ellerton), Lillian Gish (Maude Phipps)

## To Break a Camel's Back
- Prima televisiva: 12 novembre 1963
- Diretto da: Michael O'Herlihy
- Scritto da: E. Jack Neuman, Meyer Dolinsky

### Trama
- Guest star: Connie Davis (Mrs. Metcalfe), Sharyn Hillyer (Betty), Royal Dano (Metcalfe), J. Edward McKinley (Stockton), Frank Gardner (George), Tom Curtis (Herbert Small), Richard Murray (Frank), Joey Heatherton (Holly Metcalfe)

## A Feeling for Friday
- Prima televisiva: 19 novembre 1963
- Diretto da: Michael O'Herlihy
- Scritto da: E. Jack Neuman

### Trama
- Guest star: Patrick O'Moore (Spencer), John McGiver (Charles Chase), Peter Breck (dottor Ted Dietrich), Diane Baker (Mildred Chase)

## Pay the Two Dollars
- Prima televisiva: 26 novembre 1963
- Diretto da: Walter Doniger
- Scritto da: Milt Rosen

### Trama
- Guest star: Martin Landau (Victor Rand), Macdonald Carey (Edwards), Tom Lowell (Carl Edwards), Adrienne Marden (Mrs. Edwards)

## Love in the Wrong Season
- Prima televisiva: 3 dicembre 1963
- Diretto da: Ida Lupino
- Scritto da: Richard deRoy

### Trama
- Guest star: David Macklin (Fred), Tim McIntire (Chris), Tommy Kirk (Todd Seaton), June Vincent (Mrs. Wilder), Michael Winkelman (Mark), Pat Crowley (Ariel Wilder)

## The Boy Without a Country
- Prima televisiva: 10 dicembre 1963
- Diretto da: Michael O'Herlihy
- Scritto da: E. Jack Neuman, Richard deRoy

### Trama
- Guest star: Mary Lynn Gary (Mary Lynn), David Saber (Toby), Jeanne Cooper (Louise Sargent), James Chandler (Sargent), Michael Winkelman (Don), Walter Koenig (Alexei Dubov)

## A Thousand Voices
- Prima televisiva: 17 dicembre 1963
- Diretto da: Richard Donner
- Scritto da: Anthony Wilson

### Trama
- Guest star: Robert F. Simon (Kailey), Maxine Stuart (Angie), Peter Ford (William Kress), Bill Bloom (Alan), Frankie Avalon (David Muller)

## My Name Is Not Legion
- Prima televisiva: 24 dicembre 1963
- Diretto da: Bernard Girard
- Scritto da: Robert E. Thompson

### Trama
- Guest star: Peter Lazer (Arnold Frazer), Shelley Fabares (Dani Cooper), Eddie Applegate (Swish), Steve Franken (Jerry Allen)

## He Who Can, Does
- Prima televisiva: 31 dicembre 1963
- Diretto da: Irving Lerner
- Scritto da: Roland Wolpert

### Trama
- Guest star: Jeanne Bal (Jean Pagano), Vicky Albright (Helen), Michael Winkelman (Mark), Edward Mulhare (Rand Hardy)

## The Song of Songs
- Prima televisiva: 7 gennaio 1964
- Diretto da: David Alexander
- Scritto da: Emmet Lavery, James Menzies, E. Jack Neuman

### Trama
- Guest star: Edward Andrews (Whittier), Brooke Bundy (Shirley), Robert Brubaker (Kelton), Bill Hamilton (Temp), Jeanne Bal (Jean Pagano)

## The Exile
- Prima televisiva: 14 gennaio 1964
- Diretto da: Michael O'Herlihy
- Scritto da: E. Jack Neuman

### Trama
- Guest star: Les Tremayne (Bates), Nicky Blair (Morganti), Virginia Christine (Mrs. Payne), Gale Gerber (Pat), Barry Brooks (Mike McCann), Richard Evans (Charlie Payne)

## Sparrow on the Wire
- Prima televisiva: 21 gennaio 1964
- Diretto da: Mark Rydell
- Scritto da: E. Jack Neuman, Lionel E. Siegel

### Trama
- Guest star: Shirley Bonne (Susan Hotchkiss), Neil Nephew (Arnold Gottlieb), Beau Bridges (Pat Knowland), Mike Kellin (Cohen)

## The Private Life of Douglas Morgan Jr.
- Prima televisiva: 28 gennaio 1964
- Diretto da: Richard Donner
- Scritto da: Paul Schneider, Margaret Schneider

### Trama
- Guest star: Harold Gould (Joe Garson), Joan Tompkins (Mrs. Morgan), Frank Maxwell (Douglas Morgan Sr.), Cheryl Holdridge (Betty), Glen Vernon (sergente Canfield), Peter Helm (Douglas Morgan Jr.)

## Death of a Teacher
- Prima televisiva: 4 febbraio 1964
- Diretto da: Richard Donner
- Scritto da: E. Jack Neuman

### Trama
- Guest star: Frank Albertson (O'Neil), William Sargent (dottor Cooper), Tony Dow (George), Phyllis Hill (Mrs. O'Neil), Marjorie Corley (Miss Dorsey), Marc Rambeau (Eddie), William Swan (padre Cervi), Harry Townes (Frank Deaver)

## I'm on the Outside
- Prima televisiva: 11 febbraio 1964
- Diretto da: Abner Biberman
- Soggetto di: Leonard Brown, Boris Ingster, Preston Wood

### Trama
- Guest star: Phillip Terry (Lewis Clinton), Rusty Lane (tenente Comerford), Argentina Brunetti (Mrs. Arcero), Adeline Pedroza (Luisa Acero), Anne Loos (Mrs. Danfield), Teno Pollick (Steve Acero)

## Chin Up, Mr. Novak
- Prima televisiva: 18 febbraio 1964
- Diretto da: Michael O'Herlihy
- Scritto da: Joseph Calvelli

### Trama
- Guest star: Hermione Baddeley (Miss Mumsley), Don Grady (Joey Carter)

## Fear Is a Handful of Dust
- Prima televisiva: 25 febbraio 1964
- Diretto da: Abner Biberman
- Scritto da: Carol Sobieski

### Trama
- Guest star: Steve Stevens (Steve), Tony Dow (George), Brenda Scott (Sue Johnson)

## How Does Your Garden Grow?
- Prima televisiva: 3 marzo 1964
- Diretto da: Michael O'Herlihy
- Scritto da: Joseph Calvelli

### Trama
- Guest star: Teri Garr (Lisa), Bonnie Franklin (Sally), Patricia Morrow (Gloria), Pamela Baird (Claudia), Linda Marshall (Irene), Karen Green (Sarah), Barbara Barrie (Mary Smith)

## The Tower
- Prima televisiva: 10 marzo 1964
- Diretto da: Michael O'Herlihy
- Scritto da: James Marzies

### Trama
- Guest star: Robert Ball (David), John Ryan (John), Gilbert Green (Coleman), Bernadette Hale (Miss Kroner), Heather Angel (Alfreida White)

## One Way to Say Goodbye
- Prima televisiva: 17 marzo 1964
- Diretto da: Richard Donner
- Scritto da: E. Jack Neuman

### Trama
- Guest star: Toni Basil (Randy), Kathryn Hays (Jenny Peterson), George Petrie (Charles Sinclair), Tom Nardini (Tony Sinclair), Glen Kramer (Robert Peterson)

## Day in the Year
- Prima televisiva: 24 marzo 1964
- Diretto da: Ida Lupino
- Scritto da: Sidney Marshall

### Trama
- Guest star: Patricia Hyland (Martha), Richard Eyer (Jeff), Malachi Throne (Medford)

## Moment Without Armor
- Prima televisiva: 31 marzo 1964
- Diretto da: Michael O'Herlihy
- Scritto da: Margaret Armen

### Trama
- Guest star: Oliver McGowan (Russell), Dave Cameron (Jackson), Jeanne Bal (Jean Pagano), Robert Sampson (Holcomb), Michael Walker (Bill Russell)

## Fare Thee Well
- Prima televisiva: 7 aprile 1964
- Diretto da: Abner Biberman
- Scritto da: Carol Sobieski

### Trama
- Guest star: Marc Cavell (Boris), June Dayton (Emma Williams), Kevin McCarthy (Mr. Williams), Doug Lambert (Jack), Lori Fontaine (Jane), Vicki Talbot (Susy), Marion Ross (Miss Bromfield), Noreen Corcoran (Cathy Williams)

## Senior Prom
- Prima televisiva: 14 aprile 1964
- Diretto da: Michael O'Herlihy
- Scritto da: John Ryan

### Trama
- Guest star: Lesley-Marie Colburn (Vicki), Ray Montgomery (Andrews), Kay Stewart (Mrs. Andrews), Marta Kristen (Gail Andrews)